# آنتون فردریک یوستوس تیبو
آنتون فریدریک یوستوس تیبو (به آلمانی: Anton Friedrich Justus Thibaut) حقوق دان و موسیقی دان برجستهٔ آلمانی بود که به‌خاطر تلاش‌هایش در زمینه هماهنگ‌سازی حقوق مدنی در آلمان و علاقه‌اش به موسیقی شناخته می‌شود. او یکی از تأثیرگذارترین شخصیت‌ها در حوزه حقوق مدنی آلمان در دوران خود به‌شمار می‌رود. او سنت قانون طبیعی را با روح عقل‌گرایی معتدل حفظ کرد.

## زندگی‌نامه
آنتون فریدریک جاستوس تیبو در شهر هامبورگ، آلمان متولد شد. او تحصیلات خود را در رشته حقوق آغاز کرد و توانست به‌عنوان یکی از برجسته‌ترین استادان این رشته شناخته شود. دوران تحصیلات او در دانشگاه‌های گوتینگن و کونیکسبرگ سپری شد و از استادانی چون گوستاو هوگو تأثیر پذیرفت.
تیبو در طول زندگی‌اش در دانشگاه هایهایدلبرگ و کیل به تدریس مشغول بود و با تلاش‌های خود نقش مهمی در توسعه نظریه‌های حقوقی آلمان ایفا کرد.

## تأثیرات
تیبو به‌عنوان یکی از پیشگامان تدوین و هماهنگ‌سازی قوانین مدنی در آلمان شناخته می‌شود. او در آثار خود به اهمیت ایجاد یک سیستم حقوقی واحد برای تمام ایالت‌های آلمان اشاره می‌کرد. از آثار مشهور او می‌توان به «پیش‌نویس یک قانون مدنی آلمان» اشاره کرد که تأثیر عمیقی بر نظام حقوقی آلمان گذاشت.
او تأثیر عمیقی بر نظام حقوقی آلمان و همچنین نحوه تفکر دربارهٔ قانون در این کشور گذاشت. تلاش‌های او برای هماهنگ‌سازی قوانین در دوران بعدی به تحقق کد مدنی آلمان (Bürgerliches Gesetzbuch - BGB) منجر شد.

## آثار مهم
انتشارات اصلی تیبو عبارتند از Theorie der logischen Auslegung des römischen Rechts (1799؛ «نظریه تفسیر منطقی حقوق رومی») و System des Pandektenrechts (1803؛ بخش کلی ترجمه شده به عنوان مقدمه ای بر مطالعه حقوق، ۱۸۷۹) یکی از کتاب‌های درسی پیشرو حقوق روم باقی ماند که به عنوان قانون عرفی آلمان استفاده می‌شود.
او در سال ۱۸۱۴ مقاله‌ای با عنوان «نیاز به قانون مدنی برای آلمان» (Civilistische Abhandlungen)منتشر کرد که از احساسات میهن‌پرستانه و اعتقاد عقل‌گرا به شایستگی‌های تدوین الهام گرفته شده بود.
به نظر او تنها وحدت عملی و ضروری برای آلمان، اتحاد قانون بود. و برای این کار از همه دولت‌های آلمان خواست که تلاش کنند. این رساله به همان اندازه که نکوهش کل حکومت فقهی بود، استدلالی برای تدوین بود.

## موسیقی
تیبو علاوه بر حقوق، به موسیقی علاقه‌مند بود و دربارهٔ آن نیز تألیفاتی داشت. او در کتاب خود دربارهٔ موسیقی، به بررسی ارتباط میان هنر و فرهنگ پرداخت. تیبو معتقد بود که موسیقی نه‌تنها یک هنر، بلکه ابزاری برای درک بهتر فرهنگ و ارزش‌های انسانی است.